# Юсьва (село)
Юсьва (с пермских языков — «лебединая вода») — село в Пермском крае, расположенное на берегу одноименной реки. Входит в Юсьвинский муниципальный округ. Являлась (до 2020 года) административным центром Юсьвинского муниципального района.

## Этимология
Поселение впервые упоминается в писцовой книге 1579 года как «деревня Юсва на реке Юсве». Нынешняя река Юсьва, от которого поселение получило своё название, изначально называлась Юсва, гидроним в свою очередь имеет финно-угорское происхождение и связан двумя общепермскими словами: юськ — «лебедь» и ва — «вода», то есть Юсьва — «лебединная вода».

## История
Юсьва известна ещё со времён Перми Великой и в 1579 году упоминалась в писцовой книге как «деревня Юсва на реке Юсве».
Возле Юсьвы находилось кладбище с храмом Георгия Победоносца, в честь которого Юсьву иногда называли «Георгиевским погостом».
С 1860-х годов Юсьва была центром Юсьвинской волости Соликамского уезда, с 1925 года — Юсьвинского района, а позднее — Юсьвинского сельсовета (до 2006 года).
7 октября 2009 года в состав села вошла упраздненная деревня Савино.
1 января 2020 года муниципальный район был упразднён, а все входившие в его состав сельские поселения объединены в муниципальное образование Юсьвинский муниципальный округ.
Запланировано присоединение деревень Асаново, Баранчиново, Верх-Мега, Жигиново, Зуево, Мокрушино, Почашер.

## Население
| 1959 | 1970  | 1979  | 1989  | 2002  | 2010  | 2021  |
| ---- | ----- | ----- | ----- | ----- | ----- | ----- |
| 1916 | ↗2700 | ↗2972 | ↗3497 | ↗4741 | ↘4679 | ↗4961 |

## Известные люди
- В селе родился Вилесов, Георгий Иванович (1902—1979) — советский горный инженер, учёный, доктор технических наук.

## Достопримечательности
Памятниками архитектуры являются бывшие дома купцов Ф. А. Боталова и Г. В. Вилесова.